# Forêt nationale de Mulata
 (avril 2020).
La forêt nationale de Mulata (portugais : Floresta Nacional de Mulata) est une forêt nationale brésilienne. Elle se situe dans la région Nord, dans l'État du Pará.
Le parc fut créé en 2001 et couvre une superficie de 216 601,41 hectares.
Il s'étend sur le territoire de la municipalité d'Alenquer.